# 瓦莲京娜·赫塔古罗娃
瓦莲京娜·谢苗诺芙娜·赫塔古罗娃（俄语：  Валентина Семёновна Хетагурова；1914年—1992年），是赫塔古若娃运动  的创始人之一，也是一名俄罗斯远东地区苏联最高苏维埃委员。

## 传记
赫塔古罗娃于1914年时出生于圣彼得堡。 1932年，17岁的她应征入伍，在俄罗斯远东的德卡斯特里要塞区担任绘图员。她还是那里的共青团支部书记，参与人民的扫盲工作。她与她的女性同事一起工作，改善士兵的日常生活，为士兵们安排休闲活动。 1936年，她因在西伯利亚的勤奋工作而被授予劳动红旗勋章。苏联国防人民委员克里门特·伏罗希洛夫授予她一块金表。次年，她当选为一名苏联最高苏维埃代表。    

## 赫塔古若娃运动
1937年，赫塔古罗娃给《共青团真理报》编辑写了一封信，呼吁女性自愿到远东开荒、工作。数以千计的妇女响应了她的号召，这场运动被称为“赫塔古若娃运动”（Хетагуровское движение），运动成员被称为赫塔古罗夫基（khetagurovites）。1937年秋时，已有 11,500名女性抵达远东工作。         
赫塔古罗娃与红军司令格奥尔基·赫塔古罗娃结婚。她于1992年去世，葬于莫斯科新圣女公墓。  

## 纪念
1937年，叶夫根尼·彼得罗夫编写了《年轻的爱国者》一书，赞颂了赫塔古罗娃和她组织的运动。伊萨克·杜纳耶夫斯基写了一首歌献给赫塔古罗娃运动。阿穆尔河畔共青城的一条街道也以她的名字命名。